# Bettel
Zie Xavier Bettel voor de Luxemburgse politicus.
Bettel (Luxemburgs: Bëttel) is een plaats in de gemeente Tandel en het kanton Vianden in Luxemburg.
Bettel telt 207 inwoners (2001). Een brug over de Our leidt naar Duitsland.
Bettel ligt op een vlakte nabij de rechteroever van de Our.

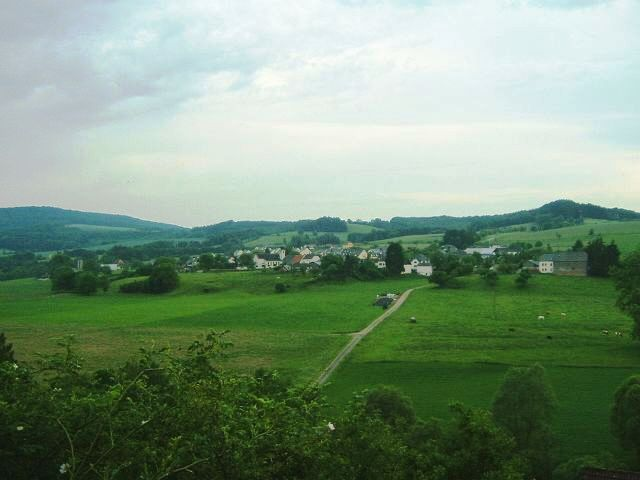
Bettel

## Bezienswaardigheden
- Sint-Hubertuskerk

## Nabijgelegen kernen
Vianden, Fouhren, Longsdorf, Hoesdorf, Roth an der Our
Bastendorf · Bettel · Brandenbourg · Fouhren · Hoscheidterhof · Landscheid · Longsdorf · Selz · Tandel · Walsdorf

Luxemburgse gemeenten · Kanton Vianden · Luxemburg